# José Antonio Griñán Martínez
José Antonio Griñán Martínez (Madrid, 7 juni 1946) is een Spaans politicus voor de socialistische partij PSOE. Van 2009 tot in 2013 was hij president van de autonome gemeenschap Andalusië. In 2019 is hij veroordeeld tot 9 jaar gevangenisstraf voor zijn aandeel in het corruptieschandaal zaak-ERE.

## Levensloop
Griñán werd geboren in Madrid als zoon van een officier in het leger van het Franquistische regime. Zijn oom was voorzitter van het provinciale parlement van Madrid in die tijd.
José Antonio Griñán studeerde rechten in Sevilla, de stad waar zijn beide ouders vandaan kwamen. Van beroep is hij sinds 1970 arbeidsinspecteur. Tussen 1972 en 1975 was hij bovendien professor arbeidsrecht aan de Universiteit van Sevilla.

### Ministersposten en volksvertegenwoordiger
Zijn eerste bestuurlijke functie is die van vice-minister van arbeid in de regio Andalusië namens de socialistische partij PSOE. Deze post kreeg hij na de eerste regionale verkiezingen in 1982 en zou hij behouden tot in 1986. Van 1987 tot 1990 is hij secretaris-generaal van werkgelegenheid bij het ministerie van werkgelegenheid van de centrale overheid in Madrid geweest.
In 1990 en 1991 was hij terug in Andulusië om regionaal Minister van Volksgezondheid te zijn. Daarna keerde hij voor langere tijd terug naar Madrid. Tijdens de vierde Spaanse legislatuur is hij onder Felipe González Minister van Volksgezondheid (1992-1993) en tijdens de vijfde legislatuur, van 1993 tot 1996, Minister van Werkgelegenheid en Sociale Zaken, eveneens onder Felipe González.
Na 1996 kwam de PSOE op nationaal niveau in de oppositie terecht. Griñán was in die periode volksvertegenwoordiger in het Spaanse congres voor Córdoba. Dat bleef hij tot 2004. In dat jaar keerde hij terug naar Andalusië om regionaal Minister van Economie en Financiën te worden, onder regionaal president Manuel Chaves. Dat bleef hij na de regionale verkiezingen in 2008, toen hij bovendien de post van tweede vicepresident van de regio toebedeeld kreeg.

### President van Andalusië en corruptie
Toen Chaves in 2009 door premier Zapatero naar Madrid werd gehaald, werd Griñán zijn vervanger. In april van dat jaar werd hij in die functie ingezworen. Bijna een jaar later, in maart 2010, werd hij voorzitter van de PSOE in Andalusië. In 2012 werd hij dat ook van de PSOE op nationaal niveau. In datzelfde jaar waren er verkiezingen in Andalusië die hij won, maar omdat hij geen absolute meerderheid wist te halen moest zijn partij een akkoord smeden met de partij IU.
Op 23 juli 2013 kondigde hij zijn vertrek als President van Andalusië aan. Kort daarop werd hij aangeklaagd in de Zaak-ERE in Andalusië. Zijn opvolgster aan het hoofd van de regio zou Susana Díaz worden.
Ondanks de verdenking van zijn betrokkenheid bij de Zaak-ERE verkoos het parlement van Andalusië hem tot vertegenwoordiger van de regio in de senaat in Madrid, waar hij tussen 2013 en 2015 heeft gezeteld.
Op 19 november 2019 werd Griñán door de Audiencia de Sevilla veroordeeld tot 9 jaar gevangenisstraf voor zijn rol in de zaak-ERE.

## Privé-leven
José Antonio Griñán is getrouwd en heeft drie kinderen. Als levensovertuiging geeft hij agnosticisme op.
- Biblioteca Nacional de España: XX844373
- Gemeinsame Normdatei: 125789336X
- Virtual International Authority File: 87668448
- WorldCat: E39PBJjMD4Fj83hJ8CCK63Krv3